# Harmônio (oficial)
Harmônio (em latim: Harmonius) foi um oficial romano do século IV, ativo durante o reinado conjunto dos imperadores Valentiniano I (r. 364–375) e Valente (r. 364–378).

## Vida
Harmônio foi um oficial na Síria e então na Arábia, onde foi acusado de extorsão e foi enviado à Arábia para ser julgado. Tais informações são obtidas através da epístola 1159 de Libânio (endereçada a Ulpiano). Seu posto é incerto e os autores da PIRT sugerem que foi um oficial do prefeito pretoriano do Oriente ou um conde financeiro enviado a província para missão do governo.